# Grossœuvre
Grossœuvre ist eine französische Gemeinde mit 1.431 Einwohnern (Stand: 1. Januar 2022) im Département Eure in der Region Normandie. Sie gehört zum Arrondissement Évreux und zum Kanton Saint-André-de-l’Eure. Die Einwohner werden Grandisylvains und Grandisylvaines genannt.

## Geografie
Grossœuvre liegt etwa elf Kilometer südsüdöstlich von Évreux. Umgeben wird Grossœuvre von den Nachbargemeinden Guichainville im Norden, Prey im Osten und Nordosten, La Forêt-du-Parc im Osten, Jumelles im Osten und Südosten, Chambois im Westen und Südwesten sowie Le Plessis-Grohan im Westen und Nordwesten.
Durch die Gemeinde führt die Route nationale 154. 

## Einwohner
| Jahr      | 1962 | 1968 | 1975 | 1982 | 1990 | 1999 | 2006  | 2013  | 2020  |
| --------- | ---- | ---- | ---- | ---- | ---- | ---- | ----- | ----- | ----- |
| Einwohner | 367  | 344  | 572  | 856  | 980  | 988  | 1.028 | 1.063 | 1.366 |

## Sehenswürdigkeiten
- Kirche Saint-Pierre
- Kirche Saint-André
- Schloss